# РДС Арена
РДС Арена, је стадион у Даблину у Републици Ирској и дом је најтрофејнијег ирског тима Ленстера. Први меч одигран на овом стадиону био је меч Про 12 лиге између Ленстера и Кардифа. На овом стадиону одиграна су четири финала Про 12 лиге и једно финале челинџ купа 2013.

## Галерија
- РДС Арена 2006. године
- Изложба коња у РДС Арени
- Зграда РДС Арене
- Улаз у РДС Арену
- Загревање пред Про 14 2014. године